# Laticranium mandibulare
Laticranium mandibulare är en skalbaggsart som beskrevs av Lane 1959. Laticranium mandibulare ingår i släktet Laticranium och familjen långhorningar.
Artens utbredningsområde är:
- Costa Rica.
- Guatemala.
- Nicaragua.
- Panama.
- Paraguay.

Inga underarter finns listade i Catalogue of Life.